# Pierre Broué
Pierre Broué (Privas, 8 maggio 1926 – La Tronche, 26 luglio 2005) è stato uno storico e attivista francese.
Storico e militante trotskista, fu autore di numerose opere su Trotski e sul trotskismo, e in generale sulla storia del comunismo, da lui curata con maggiore completezza a seguito dell'apertura degli archivi dell'ex URSS.
Dopo aver preso parte, giovanissimo alla Resistenza, aderì alla sezione francese della IV Internazionale, militando nel Parti Comuniste Internazionaliste fino alla sua espulsione avvenuta nel 1989.
Laureato in lettere, dopo aver insegnato al liceo intraprese la carriera universitaria, divenendo docente di storia contemporanea all'Istituto di studi politici di Grenoble dal 1965.
Era padre del matematico e attivista politico Michel Broué (1946), a sua volta padre della regista e sceneggiatrice Isabelle Broué (1968) e della giornalista e produttrice radiofonica Caroline Broué (1972).